# Sąd Rejonowy w Lwówku Śląskim
Sąd Rejonowy w Lwówku Śląskim – budynek sądu rejonowego z 4 ćwierci XIX wieku  znajdujący się u zbiegu ulic Jaśkiewicza i Betleja w Lwówku Śląskim.

## Historia
Budynek sądu powstał pod koniec XIX wieku jako kamienica mieszkalna. Czteropiętrowa budowla z użytkowym poddaszem wyróżniała się swoim rozmiarem i neorenesansową formą wśród zabudowy ówczesnej ulicy Blüchera (ob. ul. Jaśkiewicza). 
Po II wojnie światowej w kamienicy urządzono siedzibę Gminnej Spółdzielni „Samopomoc Chłopska”. 
Obecnie w budynku mieści się sąd rejonowy w Lwówku Śląskim.
Kamienica jest zabytkiem ujętym w ewidencji prowadzonej przez Dolnośląskiego Konserwatora Zabytków.

## Wydziały
- I Wydział Cywilny - do spraw z zakresu prawa cywilnego,
- II Wydział Karny - do spraw z zakresu prawa karnego i spraw o wykroczenia,
- III Wydział Rodzinny i Nieletnich:

1. z zakresu prawa rodzinnego i opiekuńczego,
2. dotyczących demoralizacji i czynów karalnych nieletnich,
3. dotyczących leczenia osób uzależnionych od alkoholu oraz od środków odurzających i psychotropowych,
4. należących do sądu opiekuńczego na podstawie odrębnych ustaw

- IV Wydział Ksiąg Wieczystych - do prowadzenia ksiąg wieczystych i innych spraw cywilnych z zakresu postępowania wieczystoksięgowego (al. Wojska Polskiego 7)

W Sądzie utworzony jest ponadto:
- Oddział Administracyjny - do spraw z zakresu administracji sądowej,

- Kasa[3].